# Jennifer Holliday
Jennifer Holliday (Melbourne em 18 de janeiro de 1964) é uma jogadora de Softball da Austrália, que ganhou uma medalha de bronze nos Jogos Olímpicos de Verão de 1996.